# Délégations historiques de l'Illinois au Congrès des États-Unis
Cette page dresse la liste des délégations congressistes de l'Illinois à la chambre des représentants et au sénat des États-Unis depuis 1987.
| Congrès            | Sénateurs | Sénateurs                               | Représentants | Représentants |
| ------------------ | --------- | --------------------------------------- | ------------- | --- |
| 113e (2013 — 2015) | 1 - 1     | Dick Durbin (D) Mark Kirk (R)           | 12 - 6        | Bobby Rush (D) • Jesse Jackson (D) • Dan Lipinski (D) • Luis Gutiérrez (D) • Michael Quigley (D) Peter Roskam (R) • Danny Davis (D) • Tammy Duckworth (D) • Jan Schakowsky (D) • Brad Schneider (D) Bill Foster (D) • Bill Enyart (D) • Rodney Davis (R) • Randy Hultgren (R) • John Shimkus (R) Adam Kinzinger (R) • Cheri Bustos (D) • Aaron Schock (R)                                                                                   |
| 112e (2011 — 2013) | 1 - 1     | Dick Durbin (D) Mark Kirk (R)           | 11 - 8        | Bobby Rush (D) • Jesse Jackson (D) • Dan Lipinski (D) • Luis Gutiérrez (D) • Michael Quigley (D) Peter Roskam (R) • Danny Davis (D) • Joe Walsh (R) • Jan Schakowsky (D) • Bob Dold (R) Adam Kinzinger (R) • Jerry Costello (D) • Judy Biggert (R) • Randy Hultgren (R) • Tim Johnson (R) Donald Manzullo (R) • Bobby Schilling (R) • Aaron Schock (R) • John Shimkus (R)                                                                   |
| 111e (2009 — 2011) | 2         | Dick Durbin (D) Roland Burris (D)       | 12 - 7        | Bobby Rush (D) • Jesse Jackson (D) • Dan Lipinski (D) • Luis Gutiérrez (D) • Michael Quigley (D) Peter Roskam (R) • Danny Davis (D) • Melissa Bean (D) • Jan Schakowsky (D) • Mark Kirk (R) Debbie Halvorson (D) • Jerry Costello (D) • Judy Biggert (R) • Bill Foster (D) • Tim Johnson (R) Donald Manzullo (R) • Phil Hare (D) • Aaron Schock (R) • John Shimkus (R)                                                                      |
| 110e (2007 — 2009) | 2         | Dick Durbin (D) Barack Obama (D)        | 10 - 9        | Bobby Rush (D) • Jesse Jackson (D) • Dan Lipinski (D) • Luis Gutiérrez (D) • Rahm Emanuel (D) Peter Roskam (R) • Danny Davis (D) • Melissa Bean (D) • Jan Schakowsky (D) • Mark Kirk (R) Jerry Weller (R) • Jerry Costello (D) • Judy Biggert (R) • Dennis Hastert (R) • Tim Johnson (R) Donald Manzullo (R) • Phil Hare (D) • Ray LaHood (R) • John Shimkus (R)                                                                            |
| 109e (2005 — 2007) | 2         | Dick Durbin (D) Barack Obama (D)        | 10 - 9        | Bobby Rush (D) • Jesse Jackson (D) • Dan Lipinski (D) • Luis Gutiérrez (D) • Rahm Emanuel (D) Henry Hyde (R) • Danny Davis (D) • Melissa Bean (D) • Jan Schakowsky (D) • Mark Kirk (R) Jerry Weller (R) • Jerry Costello (D) • Judy Biggert (R) • Dennis Hastert (R) • Tim Johnson (R) Donald Manzullo (R) • Lane Evans (D) • Ray LaHood (R) • John Shimkus (R)                                                                             |
| 108e (2003 — 2005) | 1 - 1     | Dick Durbin (D) Peter Fitzgerald (R)    | 10 - 9        | Bobby Rush (D) • Jesse Jackson (D) • Bill Lipinski (D) • Luis Gutiérrez (D) • Rahm Emanuel (D) Henry Hyde (R) • Danny Davis (D) • Phil Crane (R) • Jan Schakowsky (D) • Mark Kirk (R) Jerry Weller (R) • Jerry Costello (D) • Judy Biggert (R) • Dennis Hastert (R) • Tim Johnson (R) Donald Manzullo (R) • Lane Evans (D) • Ray LaHood (R) • John Shimkus (R)                                                                              |
| 107e (2001 — 2003) | 1 - 1     | Dick Durbin (D) Peter Fitzgerald (R)    | 10 - 10       | Bobby Rush (D) • Jesse Jackson (D) • Bill Lipinski (D) • Luis Gutiérrez (D) • Rod Blagojevich (D) Henry Hyde (R) • Danny Davis (D) • Phil Crane (R) • Jan Schakowsky (D) • Mark Kirk (R) Jerry Weller (R) • Jerry Costello (D) • Judy Biggert (R) • Dennis Hastert (R) • Tim Johnson (R) Donald Manzullo (R) • Lane Evans (D) • Ray LaHood (R) • David Phelps (D) • John Shimkus (R)                                                        |
| 106e (1999 — 2001) | 1 - 1     | Dick Durbin (D) Peter Fitzgerald (R)    | 10 - 10       | Bobby Rush (D) • Jesse Jackson (D) • Bill Lipinski (D) • Luis Gutiérrez (D) • Rod Blagojevich (D) Henry Hyde (R) • Danny Davis (D) • Phil Crane (R) • Jan Schakowsky (D) • John Porter (R) Jerry Weller (R) • Jerry Costello (D) • Judy Biggert (R) • Dennis Hastert (R) • Thomas Ewing (R) Donald Manzullo (R) • Lane Evans (D) • Ray LaHood (R) • David Phelps (D) • John Shimkus (R)                                                     |
| 105e (1997 — 1999) | 2         | Carol Moseley Braun (D) Dick Durbin (D) | 10 - 10       | Bobby Rush (D) • Jesse Jackson (D) • Bill Lipinski (D) • Luis Gutiérrez (D) • Rod Blagojevich (D) Henry Hyde (R) • Danny Davis (D) • Phil Crane (R) • Sidney Yates (D) • John Porter (R) Jerry Weller (R) • Jerry Costello (D) • Harris Fawell (R) • Dennis Hastert (R) • Thomas Ewing (R) Donald Manzullo (R) • Lane Evans (D) • Ray LaHood (R) • Glenn Poshard (D) • John Shimkus (R)                                                     |
| 104e (1995 — 1997) | 2         | Paul Simon (D) Carol Moseley Braun (D)  | 10 - 10       | Bobby Rush (D) • Mel Reynolds (D) • Bill Lipinski (D) • Luis Gutiérrez (D) • Michael Flanagan (R) Henry Hyde (R) • Cardiss Collins (D) • Phil Crane (R) • Sidney Yates (D) • John Porter (R) Jerry Weller (R) • Jerry Costello (D) • Harris Fawell (R) • Dennis Hastert (R) • Thomas Ewing (R) Donald Manzullo (R) • Lane Evans (D) • Ray LaHood (R) • Glenn Poshard (D) • Dick Durbin (D)                                                  |
| 103e (1993 — 1995) | 2         | Paul Simon (D) Carol Moseley Braun (D)  | 12 - 8        | Bobby Rush (D) • Mel Reynolds (D) • Bill Lipinski (D) • Luis Gutiérrez (D) • Dan Rostenkowski (D) Henry Hyde (R) • Cardiss Collins (D) • Phil Crane (R) • Sidney Yates (D) • John Porter (R) George Sangmeister (D) • Jerry Costello (D) • Harris Fawell (R) • Dennis Hastert (R) • Thomas Ewing (R) Donald Manzullo (R) • Lane Evans (D) • Robert Michel (R) • Glenn Poshard (D) • Dick Durbin (D)                                         |
| 102e (1991 — 1993) | 2         | Alan Dixon (D) Paul Simon (D)           | 15 - 7        | Charles Hayes (D) • Gus Savage (D) • Marty Russo (D) • George Sangmeister (D) • Bill Lipinski (D) Henry Hyde (R) • Cardiss Collins (D) • Dan Rostenkowski (D) • Sidney Yates (D) • John Porter (R) Frank Annunzio (D) • Phil Crane (R) • Harris Fawell (R) • Dennis Hastert (R) • Edward Madigan (R) John Cox (D) • Lane Evans (D) • Robert Michel (R) • Terry Bruce (D) • Dick Durbin (D) Jerry Costello (D) • Glenn Poshard (D)           |
| 101e (1989 — 1991) | 2         | Alan Dixon (D) Paul Simon (D)           | 14 - 8        | Charles Hayes (D) • Gus Savage (D) • Marty Russo (D) • George Sangmeister (D) • Bill Lipinski (D) Henry Hyde (R) • Cardiss Collins (D) • Dan Rostenkowski (D) • Sidney Yates (D) • John Porter (R) Frank Annunzio (D) • Phil Crane (R) • Harris Fawell (R) • Dennis Hastert (R) • Edward Madigan (R) Lynn Morley Martin (R) • Lane Evans (D) • Robert Michel (R) • Terry Bruce (D) • Dick Durbin (D) Jerry Costello (D) • Glenn Poshard (D) |
| 100e (1987 — 1989) | 2         | Alan Dixon (D) Paul Simon (D)           | 13 - 9        | Charles Hayes (D) • Gus Savage (D) • Marty Russo (D) • Jack Davis (R) • Bill Lipinski (D) Henry Hyde (R) • Cardiss Collins (D) • Dan Rostenkowski (D) • Sidney Yates (D) • John Porter (R) Frank Annunzio (D) • Phil Crane (R) • Harris Fawell (R) • Dennis Hastert (R) • Edward Madigan (R) Lynn Morley Martin (R) • Lane Evans (D) • Robert Michel (R) • Terry Bruce (D) • Dick Durbin (D) Melvin Price (D) • Kenneth Gray (D)            |
| 18e (1823 — 1825)  | 2         | Jesse Thomas (DR) Ninian Edwards (DR)   | 1             | Daniel Pope Cook (DR) |
| 17e (1821 — 1823)  | 2         | Jesse Thomas (DR) Ninian Edwards (DR)   | 1             | Daniel Pope Cook (DR) |
| 16e (1819 — 1821)  | 2         | Jesse Thomas (DR) Ninian Edwards (DR)   | 1             | Daniel Pope Cook (DR) |
| 15e (1817 — 1819)  | 2         | Jesse Thomas (DR) Ninian Edwards (DR)   | 1             | John McLean (DR) |